# Tupungato
A Tupungato egy hegy Argentína (Mendoza tartomány) és Chile határán, az Andokban, kb. 100 km-re keletre Santiagótól és 100 km-re délre az Aconcaguától. Magasságát egy chilei topográfiai térkép adja meg, amely egyezik az SRTM adatokkal; a gyakran említett 6800 m hibás adat. Magyarok először 2001. január 28-án mászták meg..

## Külső hivatkozások
- Képek a Tupungatóról
- Peakware.com